# V1046 Orionis
V1046 Orionis eller HD 37017, är en dubbelstjärna belägen  i den södra delen av stjärnbilden Orion. Den har en genomsnittlig skenbar magnitud av ca 6,55 och är mycket svagt synlig för blotta ögat där ljusföroreningar ej förekommer. Baserat på parallaxmätning på ca 2,64 mas, beräknas den befinna sig på ett avstånd på ca 1 230 ljusår (380 parsek) från solen. Den rör sig bort från solen med en heliocentrisk radialhastighet på ca 32 km/s. Stjärnan ingår i stjärnhopen NGC 1981.

## Egenskaper
Primärstjärnan V1049 Orionis A är en blå till vit stjärna i huvudserien av spektralklass B1.5 Vp. Den har en massa som är lika med ca 8,5 solmassor och utsänder energi från dess fotosfär motsvarande ca 3 750 gånger solen vid en effektiv temperatur av ca 23 700 K. Den är en heliumstark, magnetiskt och kemiskt ovanlig stjärna, som har en magnetisk fältstyrka på 7 700 G och heliumkoncentrationerna belägna vid de magnetiska polerna.
Den binära karaktären hos V1046 Orionis föreslogs av A. Blaauw och T. S. van Albada 1963. Det är en dubbelsidig spektroskopisk dubbelstjärna med en omloppsperiod på 18,6556 dygn och en excentricitet på 0,31. Excentriciteten anses vara ovanligt stor för en så snäv dubbelstjärna. De bildar en misstänkt förmörkelsevariabel som varierar i ljusstyrka från 6,54 ner till 6,58.

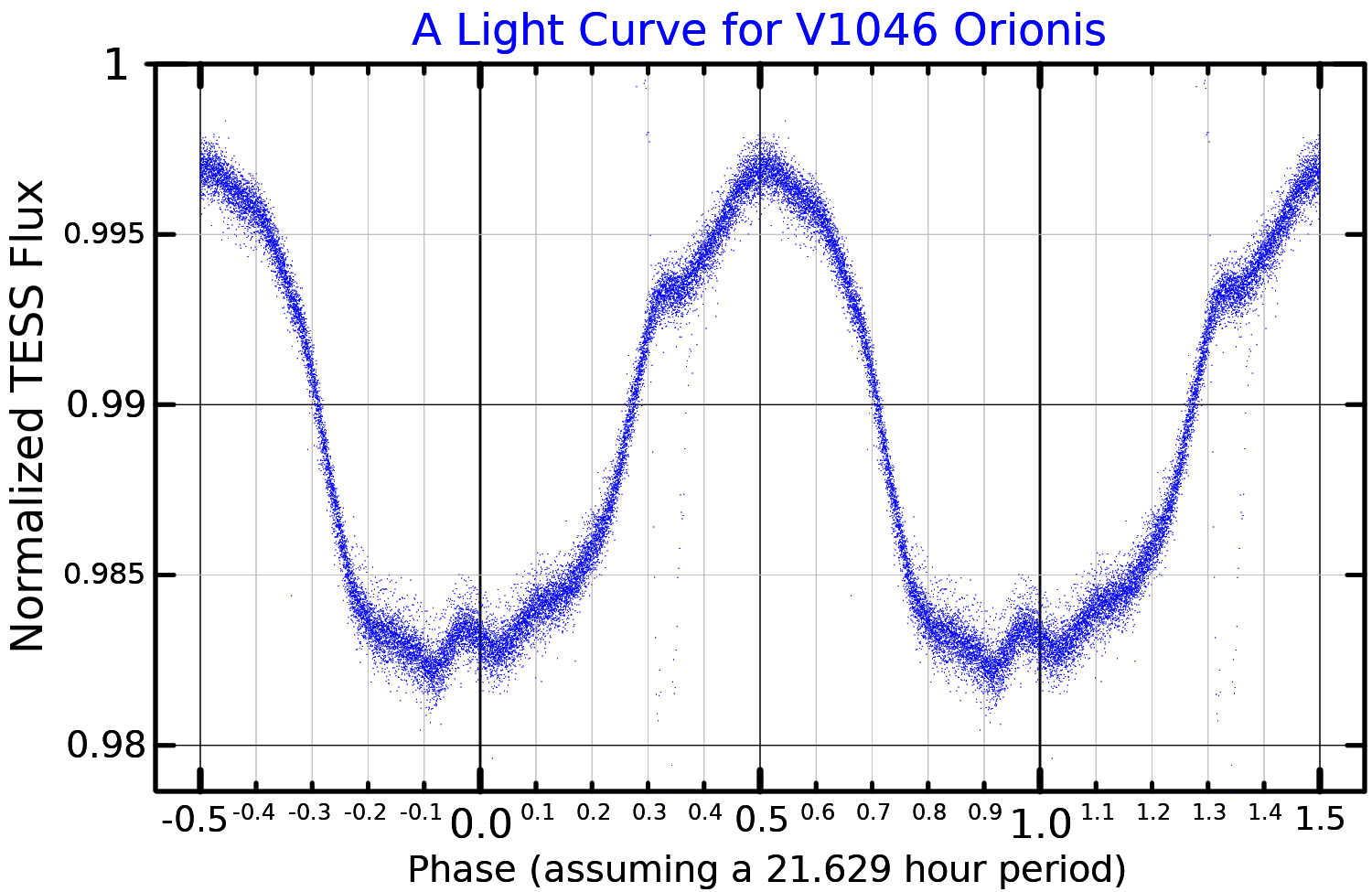
Ljuskurva V1046 Orionis, plottad från TESS-data.

V1046 Orionis visades vara en variabel stjärna av L. A. Balona 1997, och klassificeras nu som en SX Arietis-variabel. Stjärnan genomgår periodiska förändringar i visuell ljusstyrka, magnetfältstyrka och spektrala egenskaper med en cykeltid på 0,901175 dygn – stjärnans förmodade rotationsperiod. Radiostrålning har upptäckts som varierar med rotationsperioden.
Följeslagaren har en massa av uppskattningsvis 4,5 gånger solens massa och uppskattas ha spektralklass B6 III-IV.